# Lomikámen vždyzelený

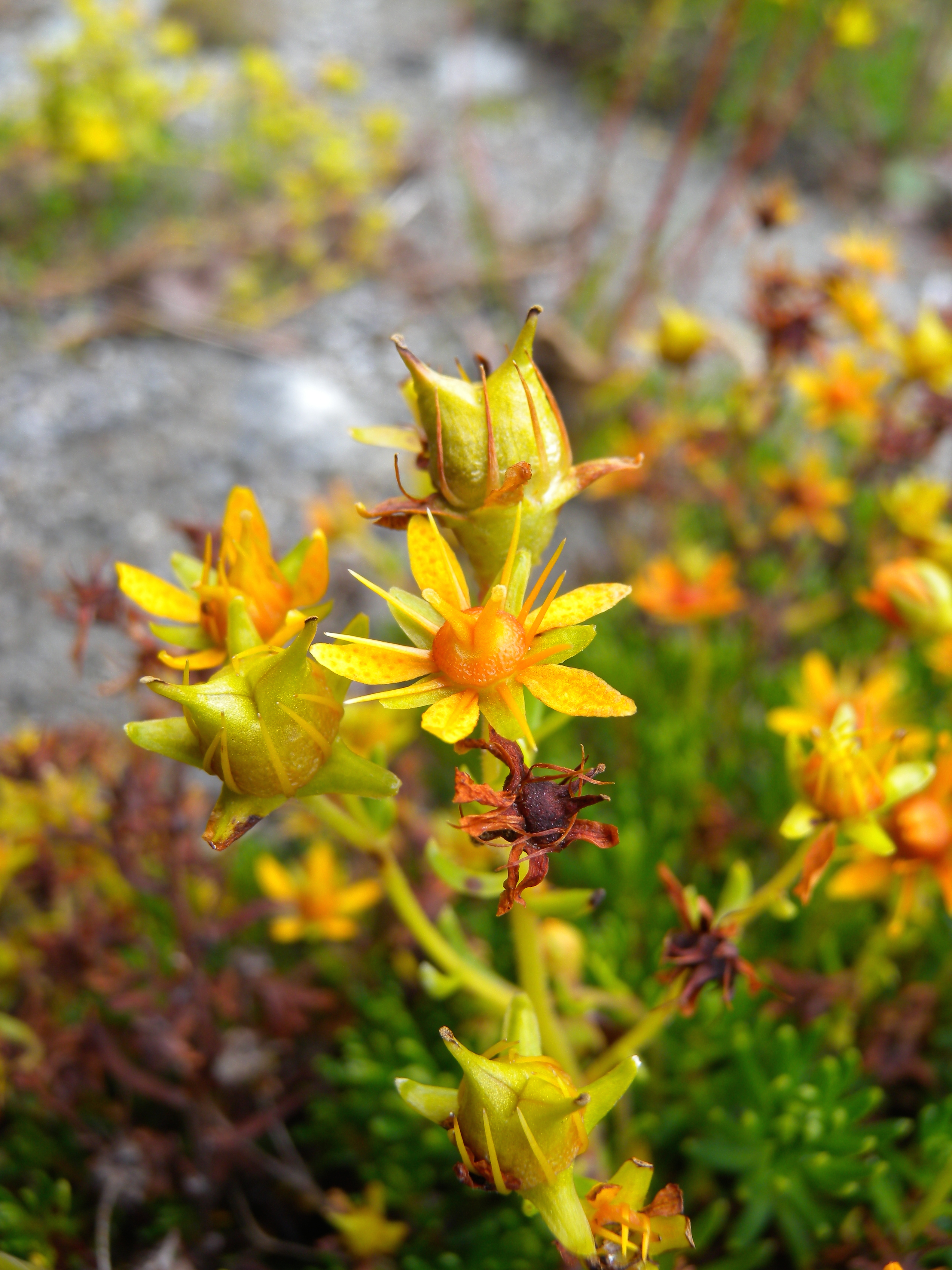
Kvetoucí rostlina s nedozrálými tobolkami

Lomikámen vždyzelený (Saxifraga aizoides) je druh rostliny z čeledi lomikamenovité. Je to vytrvalá, přes zimu zelená bylina se sukulentními úzkými listy a nápadnými žlutými až červenými květy, které jsou opylovány hmyzem. Je rozšířen v chladných severských a horských oblastech Evropy, Severní Ameriky a západní Sibiře. V České republice se nevyskytuje. Roste coby pionýrský druh na vlhkých stanovištích s hrubou, propustnou půdou. Jako skalnička se vzhledem ke specifickým nárokům téměř nepěstuje.

## Popis
Lomikámen vždyzelený je stálezelená, řídce trsnatá bylina s poléhavou nebo vystoupavou, olistěnou lodyhou, dorůstající výšky asi 3 až 10 cm. Listy jsou 3 až 22 mm dlouhé, střídavé, sukulentní, s čárkovitou až úzce podlouhlou, přisedlou čepelí, na okraji osténkatě brvité nebo bez brv, na líci vypouklé, na rubu ploché, při vrcholu na vnější straně s 1 (až 5) nezanořenými hydatodami zpravidla bez vápenaté krusty. Přes zimu vytrvávají zelené a následujícího léta jsou nahrazeny novými. Na květonosných lodyhách jsou listy řidší a širší než na sterilních výhonech. Lodyha bývá v horní části žláznatě chlupatá. Květy jsou pravidelné, oboupohlavné, stopkaté, jednotlivé nebo častěji uspořádané ve vrcholíku či thyrsu. Kališní lístky jsou rozestálé, trojúhelníkovité, lysé. Koruna je žlutá až červenooranžová, složená z 5 eliptických, 3 až 7 mm dlouhých korunních lístků stejně dlouhých jako kalich nebo delších. Gyneceum je z poloviny zanořené do nektáriového disku. Kvete od pozdního jara do konce léta. Plodem je vejcovitě kulovitá tobolka obsahující mnoho hnědých, 0,8 až 1 mm dlouhých, podlouhle vejcovitých nebo vřetenovitých semen.
Druh má charakteristický vzhled a je víceméně nezaměnitelný s jakýmkoliv jiným evropským lomikamenem. Dužnatými listy a žlutými květy může vzdáleně připomínat rozchodník (Sedum). Oba rody lze snadno rozlišit podle počtu plodolistů gynecea (2 u lomikamenu, 3 a více u rozchodníku).
Rostlina je značně variabilní ve zbarvení korunních lístků, středové části květu (gynecea a nektária), tyčinek i dozrávajících plodů. Korunní lístky mohou být jasně žluté, oranžové až sytě červené, někdy i červeně tečkované, středová část květu žlutá až tmavočervená. Sytě měděně červená forma byla popsána jako S. aizoides var. atrorubens.

## Rozšíření
Druh má arkto-alpínské rozšíření. V rámci Evropy má značně nespojitý areál. Souvislejší výskyt je ve Skandinávii a Alpách, izolované arely v severním Rusku, Karpatech, Pyrenejích, Apeninách, balkánských pohořích, Britských ostrovech, Islandu a Špicberkách. Do Asie zasahuje pouze v oblasti západní Sibiře. V Severní Americe je jeho výskyt soustředěn do severských oblastí v Kanadě a na Aljašce, okrajově zasahuje i na severovýchod USA do států New York a Vermont. V České republice se nevyskytuje, nejbližší výskyty jsou na Slovensku a v Alpách.
Na Slovensku roste zejména na vápencových podkladech, řidčeji na žulovém mylonitu nebo břidlicích, často ve společnosti silenečky čtyřzubé (Heliosperma pusillum). Hojný je v Tatrách, zejména Belianských, vzácněji i v jiných pohořích (Nízké Tatry, Velká Fatra, Krivánská Malá Fatra, Choč). Vyskytuje se zde v nadmořských výškách od 730 do 2150 metrů, do nižších poloh bývá splavován. V Alpách je hojně rozšířen v rámci prakticky celého pohoří.
Lomikámen vždyzelený obsazuje v horách jakožto pionýrská rostlina vlhké lokality zejména v alpínském a subalpínském stupni v okolí ledovců, na březích horských potoků nebo říček, skalách, štěrkovitých strmých svazích a sesuvech. V severských oblastech roste jako součást společenstev vlhké tundry, která mohou být i periodicky zaplavovaná. Preferuje hrubé a dobře propustné, zásadité, neutrální nebo jen velmi slabě kyselé substráty.

## Ekologické interakce

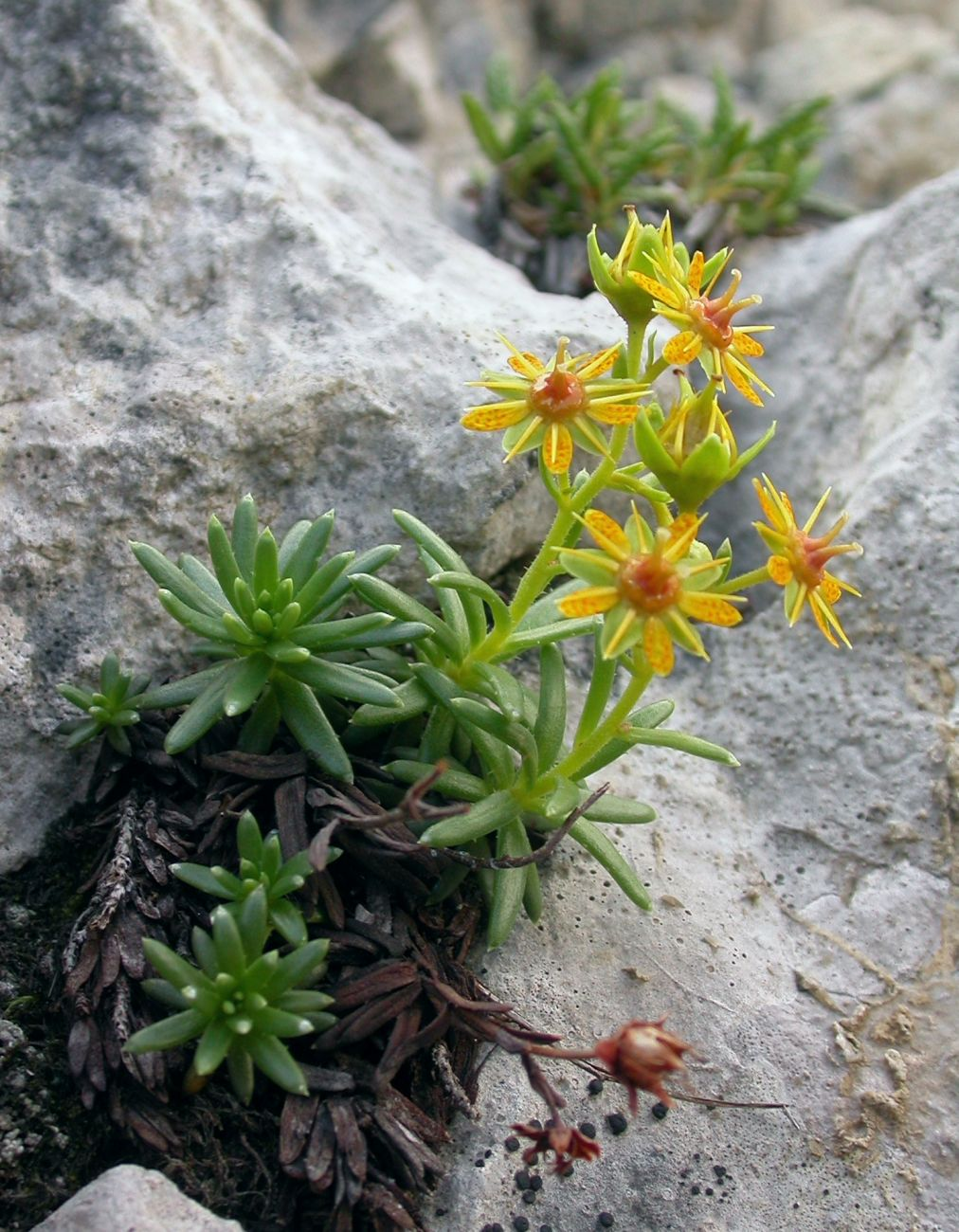
Rostlina na skalním stanovišti na Triglavu

Květy jsou opylovány hmyzem, zejména bzučivkami a drobnými lumkovitými. Ve středu květu je velké diskovité nektárium, na němž se tvoří hojný nektar pozorovatelný v podobě drobných kapiček. Samoopylení je zabraňováno protandrií. Po rozvití květu jsou korunní lístky jsou lehce přizvednuté, tyčinky rozestálé a přitisklé ke koruně. Gyneceum je nedovyvinuté, sestávající zejména z velkého nektária vyplňujícího středovou část květu. Blizny nejsou viditelné. Tyčinky s prašníky se postupně jedna po druhé sklánějí nad střed květu a po vyprášení pylu se opět vracejí zpět. Poté květ přechází do samičí fáze, korunní lístky se více rozevírají, viditelná část gynecea se rychle zvětšuje a blizny se stávají receptivními. Tyčinky jsou opět přitisklé ke korunním lístkům a často z nich opadávají prašníky. Na přechodu mezi oběma fázemi je krátké období, při němž může dojít k samoopylení, násada semen však bývá v takovém případě nízká.
Rostlina se množí zejména semeny, příležitostně i vegetativně prostřednictvím úlomků lodyh. Semena se šíří zejména větrem, v menší míře i vodou nebo prostřednictvím ptactva. Zralé tobolky se otevírají pouze na vrcholu a semena jsou z nich vytřásána při silném větru. Otevírají se zpravidla až po napadnutí prvního sněhu, jehož hladká pokrývka napomáhá roznášení semen. V Evropě se na lomikamenu vždyzeleném živí housenky vřetenušky severské (Zygaena exulans), píďalky skalní (Entephria flavicinctata) a drobné můry Kessleria saxifragae z čeledi předivkovití (Yponomeutidae).

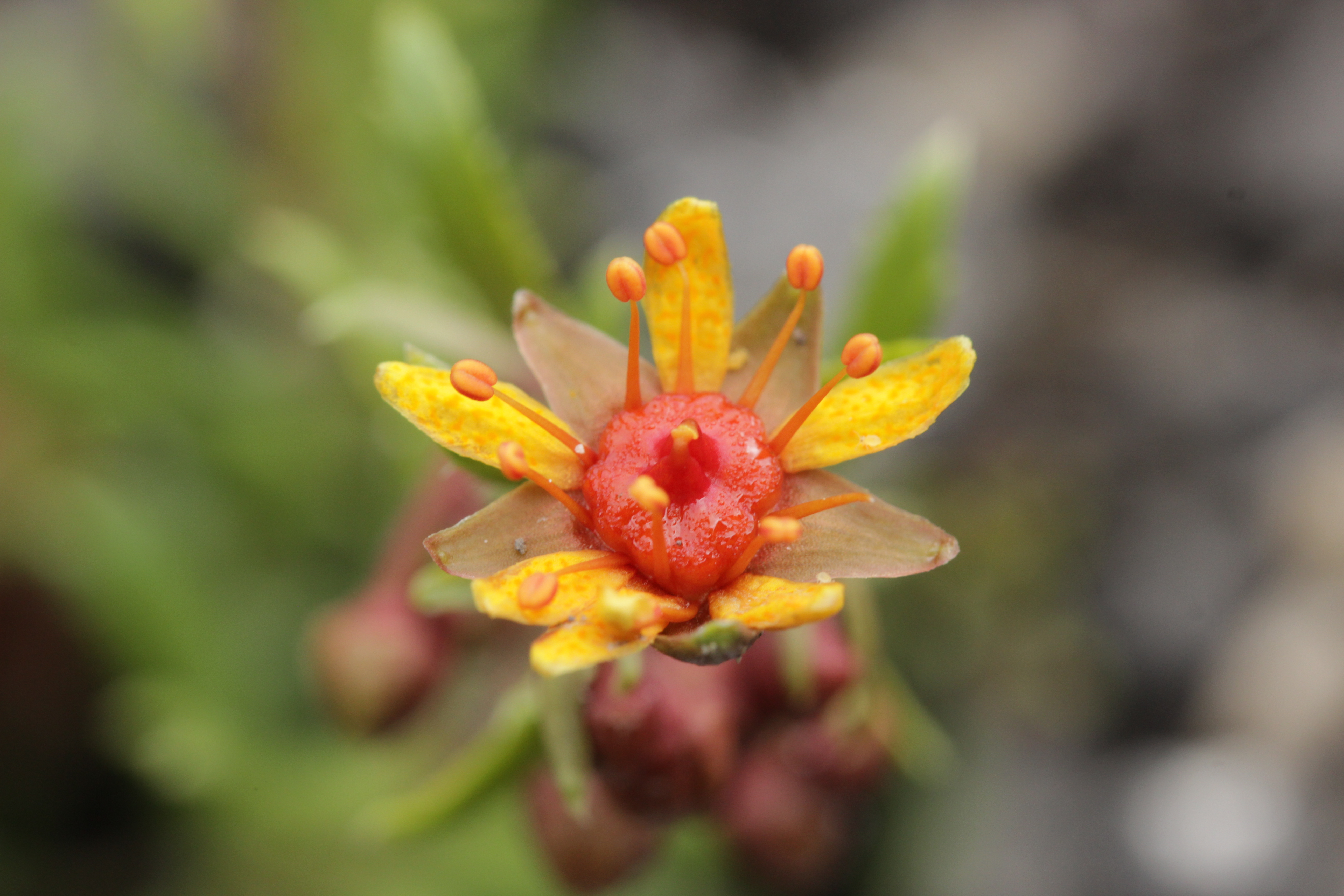
Květ v samčí fázi
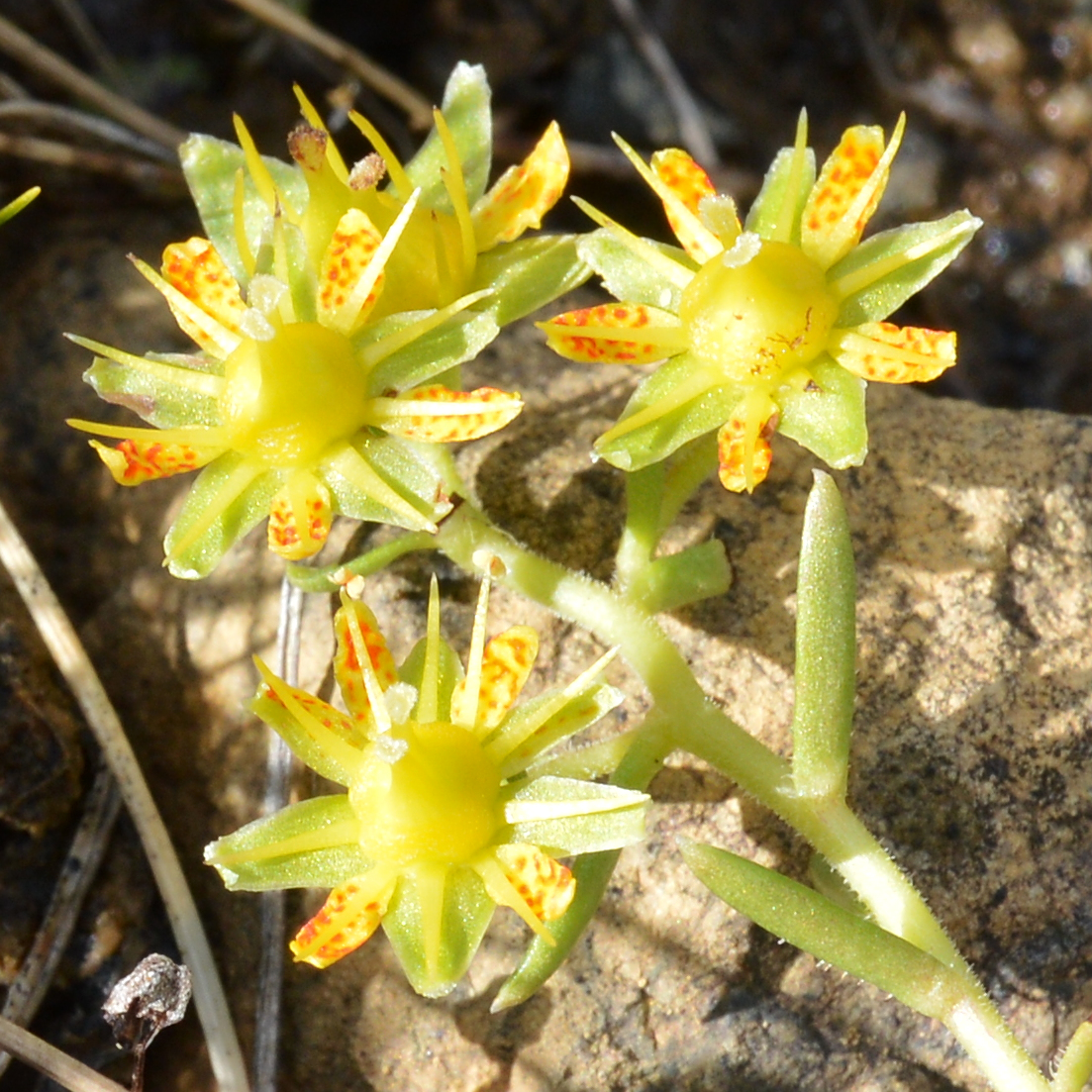
Květy v samičí fázi
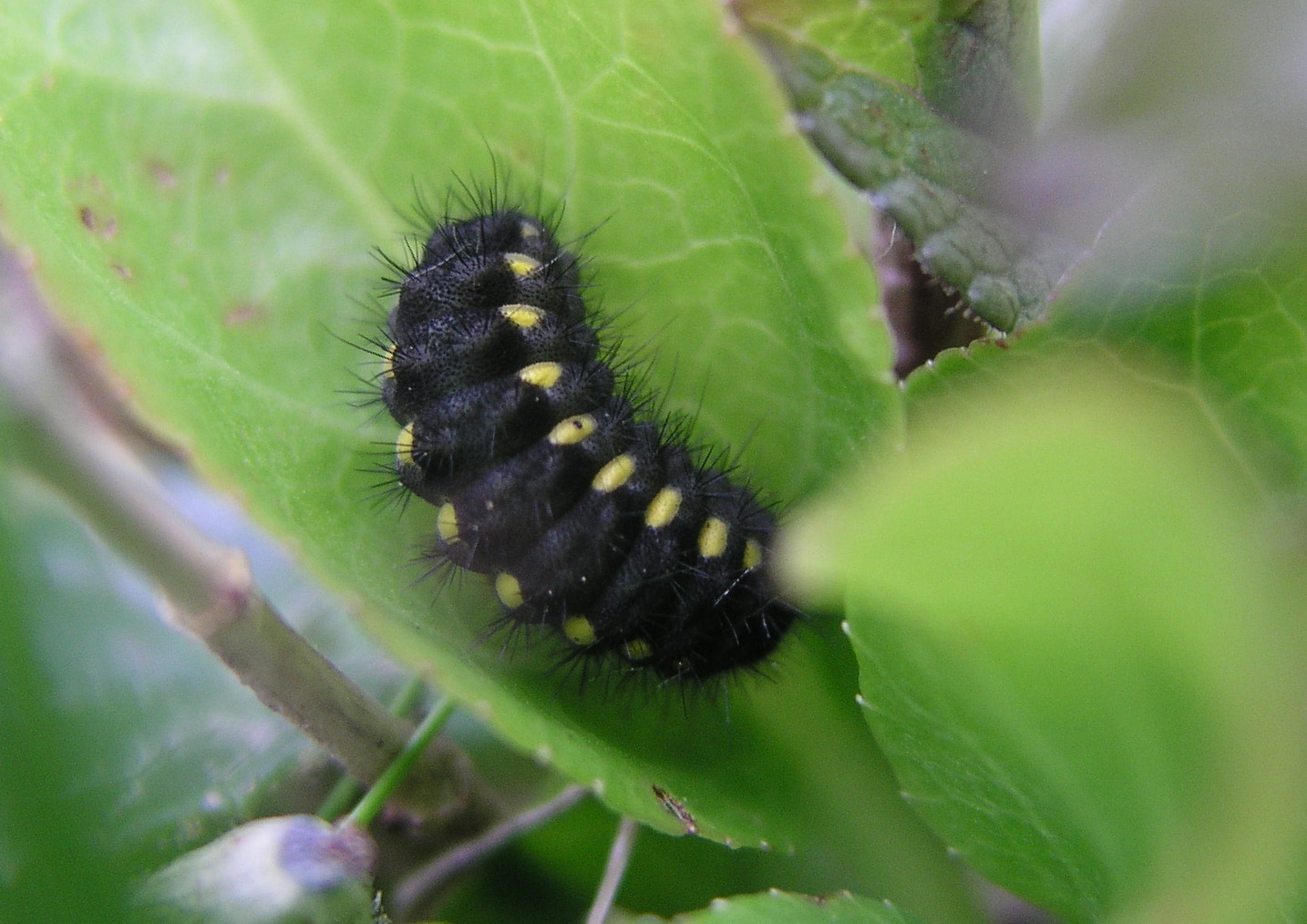
Housenky vřetenušky severské (Zygaena exulans)
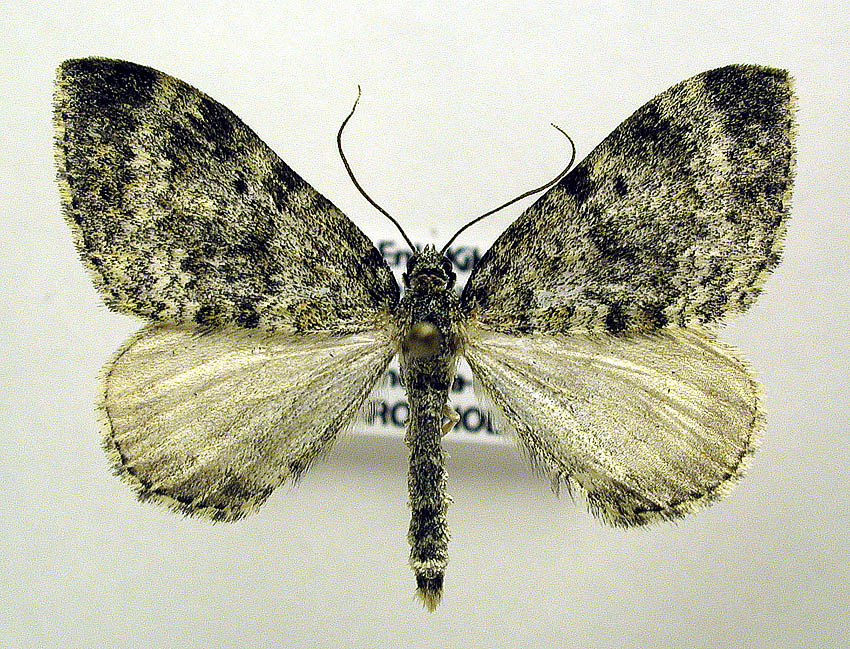
Píďalka skalní (Entephria flavicinctata)

## Taxonomie
Druh je v rámci rodu Saxifraga řazen do podrodu Saxifraga a sekce Porphyrion. V minulosti byl řazen spolu s příbuzným druhem Saxifraga mutata do samostatné sekce Xanthizoon. Výsledky fylogenetických studií ukázaly, že tato sekce tvoří vývojovou větev uvnitř sekce Porphyrion a proto byly obě sekce sloučeny.
Jeho křížením s lomikamenem vstřícnolistým (Saxifraga oppositifolia) a následnou polyploidizací vznikl v Grónsku nový druh, Saxifraga nathorstii. V oblastech společného výskytu se kříží i s lomikamenem oranžovým (S. mutata).

## Význam a pěstování
Druh není v kultuře běžný. Vyžaduje chladné a vlhké prostředí a jeho uchycení v teplejších oblastech bývá obtížné.